# A magyar labdarúgó-válogatott 2022. március 24-i mérkőzése
A magyar labdarúgó-válogatott a 2022-es év első  mérkőzését Szerbia ellen játszotta 2022. március 24-én. Ez volt a magyar labdarúgó-válogatott 967. mérkőzése.

## Helyszín
A találkozó a budapesti Puskás Arénában került megrendezésre.

## Örökmérleg a mérkőzés előtt
| Sorszám | Időpont            | Helyszín | Eredmény  | Kiírás          |
| ------- | ------------------ | -------- | --------- | --------------- |
| 1/947   | 2020. október 11.  | Belgrád  | 0–1 (0-1) | Nemzetek Ligája |
| 2/950   | 2020. november 15. | Budapest | 1–1 (1-1) | Nemzetek Ligája |

| M | Gy | D | V | G+ | G– | Gk | %  |
| - | -- | - | - | -- | -- | -- | -- |
| 2 | 1  | 1 | 0 | 2  | 1  | +1 | 50 |

Források: 

## Keretek
- Marco Rossi a márciusi Szerbia és a Észak-Írország elleni felkészülési mérkőzésekre az NB I góllövőlista éllovasát, a paksi Ádám Martint,[3] a debreceniek fiatal középpályását, Baráth Pétert[4] és az angol Championshipben szereplő Barnsley játékosát, Callum Stylest[5] is nevezte a magyar válogatott keretébe.[6] Viszont nem kapott meghívást: Balogh Botond, személyes problémáira hivatkozva maradt ki Kleinheisler László, Hahn János, Kiss Tamás, a sérült Sallói Dániel, a legutóbbi mérkőzéseken 3. számú kapus Bogdán Ádám, Nikolics Nemanja, Varga Roland valamint Holender Filip sem. Március 20-án a török bajnokság 29. fordulójában a Fenerbahçe játékosa, Szalai Attila a Konyaspor elleni mérkőzésen megsérült, helyére a Puskás Akadémia játékosa, Spandler Csaba került be a keretbe.[7] Március 20-án Dušan Vlahović, a Juventus FC játékosa a Salernitana elleni bajnoki mérkőzésen megsérült, két nappal később hivatalossá vált, hogy nem lép pályára. Helyére nem került be más.[8]

 megjegyzés: A táblázatokban szereplő adatok a mérkőzés előtti állapotnak megfelelőek.
| Magyarország                     | Magyarország       | Magyarország | Magyarország | Magyarország       | Magyarország | Magyarország |
| Poszt                            | Név                | Vál.         | Gól          | Klub               |              |              |
| -------------------------------- | ------------------ | ------------ | ------------ | ------------------ | ------------ | ------------ |
| K                                | Gulácsi Péter      | 46           | 0            | RB Leipzig         |              |              |
| K                                | Dibusz Dénes       | 19           | 0            | Ferencváros        |              |              |
| K                                | Szappanos Péter    | –            | –            | Budapest Honvéd    |              |              |
| V                                | Bolla Bendegúz     | 4            | 0            | Grasshopper        |              |              |
| V                                | Botka Endre        | 17           | 1            | Ferencváros        |              |              |
| V                                | Fiola Attila       | 42           | 2            | MOL Fehérvár       |              |              |
| V                                | Kecskés Ákos       | 4            | 0            | Nyizsnyij Novgorod |              |              |
| V                                | Lang Ádám          | 45           | 1            | Omónia             |              |              |
| V                                | Nagy Zsolt         | 5            | 0            | Puskás Akadémia    |              |              |
| V                                | Loïc Nego          | 18           | 2            | MOL Fehérvár       |              |              |
| V                                | Spandler Csaba     | –            | –            | Puskás Akadémia    |              |              |
| KP                               | Baráth Péter       | –            | –            | Debrecen           |              |              |
| KP                               | Gazdag Dániel      | 11           | 3            | Philadelphia Union |              |              |
| KP                               | Nagy Ádám          | 57           | 1            | AC Pisa            |              |              |
| KP                               | Schäfer András     | 15           | 3            | Union Berlin       |              |              |
| KP                               | Callum Styles      | –            | –            | Barnsley           |              |              |
| KP                               | Szoboszlai Dominik | 18           | 5            | RB Leipzig         |              |              |
| KP                               | Vécsei Bálint      | 6            | 1            | Ferencváros        |              |              |
| CS                               | Ádám Martin        | –            | –            | Paks               |              |              |
| CS                               | Sallai Roland      | 30           | 5            | Freiburg           |              |              |
| CS                               | Schön Szabolcs     | 8            | 0            | Dallas             |              |              |
| CS                               | Szalai Ádám        | 78           | 25           | Basel              |              |              |
| CS                               | Varga Kevin        | 13           | 1            | Young Boys         |              |              |
| Szövetségi kapitány: Marco Rossi |                    |              |              |                    |              |              |

| Szerbia                               | Szerbia                 | Szerbia | Szerbia | Szerbia             | Szerbia | Szerbia |
| Poszt                                 | Név                     | Vál.    | Gól     | Klub                |         |         |
| ------------------------------------- | ----------------------- | ------- | ------- | ------------------- | ------- | ------- |
| K                                     | Predrag Rajković        | 26      | 0       | Reims               |         |         |
| K                                     | Marko Dmitrović         | 18      | 0       | Sevilla             |         |         |
| K                                     | Vanja Milinković-Savić  | 1       | 0       | Torino              |         |         |
| V                                     | Strahinja Pavlović      | 15      | 1       | Basel               |         |         |
| V                                     | Stefan Mitrović         | 28      | 0       | Getafe              |         |         |
| V                                     | Nikola Milenković       | 32      | 3       | Fiorentina          |         |         |
| V                                     | Uroš Spajić             | 20      | 0       | Kasımpaşa           |         |         |
| V                                     | Miloš Veljković         | 15      | 0       | Werder Bremen       |         |         |
| V                                     | Matija Nastasić         | 32      | 0       | Fiorentina          |         |         |
| V                                     | Filip Mladenović        | 18      | 1       | Legia Warszawa      |         |         |
| V                                     | Mihailo Ristić          | 7       | 0       | Montpellier         |         |         |
| V                                     | Aleksa Terzić           | 3       | 0       | Fiorentina          |         |         |
| KP                                    | Nemanja Gudelj          | 44      | 1       | Sevilla             |         |         |
| KP                                    | Nemanja Radonjić        | 29      | 4       | Benfica             |         |         |
| KP                                    | Saša Lukić              | 24      | 1       | Torino              |         |         |
| KP                                    | Marko Grujić            | 14      | 0       | Porto               |         |         |
| KP                                    | Uroš Račić              | 3       | 0       | Valencia            |         |         |
| KP                                    | Andrija Živković        | 21      | 0       | PAÓK                |         |         |
| KP                                    | Filip Kostić            | 43      | 3       | Eintracht Frankfurt |         |         |
| KP                                    | Sergej Milinković-Savić | 28      | 5       | Lazio               |         |         |
| KP                                    | Dušan Tadić             | 82      | 18      | Ajax                |         |         |
| CS                                    | Aleksandar Mitrović     | 69      | 44      | Fulham              |         |         |
| CS                                    | Luka Jović              | 20      | 7       | Real Madrid         |         |         |
| Szövetségi kapitány: Dragan Stojković |                         |         |         |                     |         |         |

## A mérkőzés
| 2022. március 24. 19:30 |

| Magyarország           | 0–1         | Szerbia  |
| ---------------------- | ----------- | -------- |
| Schäfer 66' Gazdag 87' | Jegyzőkönyv | 35' Nagy |

| Puskás Aréna, Budapest Nézőszám: 30 000 Játékvezető: Filip Glova (szlovák) |

### Az összeállítások
| Magyarország | Szerbia |

| Negyedik játékvezető: Ivan Kružliak Asszisztensek: František Ferenc Tomáš Straka |

A mérkőzés statisztikái
| Magyarország |                      | Szerbia |
| ------------ | -------------------- | ------- |
| 50 (%)       | Labdabirtoklás       | 50 (%)  |
| 0            | Gól                  | 1       |
| 2            | Sárga lap            | 0       |
| 0            | Piros lap            | 0       |
| 2            | Szöglet              | 3       |
| 3            | Les                  | 3       |
| 7            | Lövés                | 7       |
| 0            | Kaput eltalált lövés | 3       |
| 2            | Blokkolt lövés       | 1       |
| 442          | Passz                | 504     |
| 370          | Sikeres passz        | 421     |
| 84 (%)       | Passz hatékonyság    | 84 (%)  |
| 20           | Szabálytalanságok    | 12      |